# Łyżwiarstwo figurowe na Zimowej Uniwersjadzie 2013
Łyżwiarstwo figurowe na Zimowej Uniwersjadzie 2013 – jedna z dyscyplin rozgrywanych podczas zimowej uniwersjady w dniach 12–15 grudnia 2013 w Trydencie, we Włoszech. Zawody odbyły się w czterech konkurencjach: solistów, solistek, par sportowych i tanecznych

## Terminarz
- 12 grudnia – program krótki solistów, program krótki par sportowych
- 13 grudnia – program dowolny solistów, program dowolny par sportowych, taniec krótki
- 14 grudnia – program krótki solistek, taniec dowolny
- 15 grudnia – program dowolny solistek

## Medaliści
| Konkurencja   | Złoto                             | Wynik  | Srebro                                 | Wynik  | Brąz                                  | Wynik  |
| Soliści       | Song Nan                          | 220,70 | Gordiej Gorszkow                       | 213,52 | Akio Sasaki                           | 203,66 |
| Solistki      | Sofja Biriukowa                   | 161,91 | Valentina Marchei                      | 160,18 | Sofja Miszyna                         | 154,89 |
| Pary sportowe | Ksienija Stołbowa / Fiodor Klimow | 198,87 | Jewgienija Tarasowa / Władimir Morozow | 176,92 | Nicole Della Monica / Matteo Guarise  | 160,95 |
| Pary taneczne | Pernelle Carron / Lloyd Jones     | 153,65 | Julija Złobina / Aleksiej Sitnikow     | 142,66 | Wiktorija Sinicyna / Rusłan Żyganszyn | 142,50 |

## Klasyfikacja medalowa
| Miejsce | Państwo     | złoto | srebro | brąz | Łącznie |
| ------- | ----------- | ----- | ------ | ---- | ------- |
| 1       | Rosja       | 2     | 2      | 2    | 6       |
| 2       | Chiny       | 1     | 0      | 0    | 1       |
| 2       | Francja     | 1     | 0      | 0    | 1       |
| 4       | Włochy      | 0     | 1      | 1    | 2       |
| 5       | Azerbejdżan | 0     | 1      | 0    | 1       |
| 6       | Japonia     | 0     | 0      | 1    | 1       |